# هاري بوتر (مسلسل تلفزيوني)
هاري بوتر (بالإنجليزية: Harry Potter) هو مسلسل فنتازيا تلفزيوني قادم جرى تطويره لصالح شبكة إتش بي أو. يستند المسلسل إلى سلسلة الكتب التي تحمل الاسم نفسه من تأليف جي. كي. رولينغ. يُنتج المسلسل من طرف إتش بي أو إنترتينمنت، وارنر برذرز تيليفجن، برونتي للافلام و التلفاز، وهايداي فيلمز. يقوم ببطولته دومينيك ماكلوغلين بدور هاري بوتر، مع ألاستير ستاوت بدور رون ويزلي، وأرابيلا ستانتون بدور هيرموني غرينجر. كما يشارك جون ليثغو، جانيت مكتير، بابا إيسيدو، ونيك فروست في أدوار مساندة.
بدأ الكشف عن تطوير مسلسل هاري بوتر بحلول يناير 2021، مع وجود خطة لمسلسل يمتد لعقد كامل في إطار اقتباس وفيٍّ للكتب. يقود الجانب الإبداعي للمشروع المشرفة العامة فرانسيسكا غاردينر والمخرج مارك مايلود. بدأ اختيار الممثلين للأدوار الرئيسية في نوفمبر 2024، وأُكّد ذلك بحلول أبريل 2025. جرى الإعلان عن فتح باب الترشح لأدوار هاري، رون، وهيرميون في سبتمبر 2024؛ وبعد دراسة ملفات 32,000 ممثل، كُشف في مايو 2025 عن اختيار ماكلوغلين، ستاوت، وستانتون.
كان من المقرر في الأصل عرض المسلسل على إتش بي أو ماكس، غير أن عرضه انتقل إلى شبكة إتش بي أو بحلول يونيو 2024. بدأ التصوير الرئيسي في يوليو 2025 في استوديوهات ليفزدن ومن المقرر عرض المسلسل على إتش بي أو في الولايات المتحدة مطلع عام 2027، وذلك بموسم أول مكون من ثماني حلقات.

## طاقم التمثيل

### الشخصيات الرئيسية
- دومينيك ماكلوغلين في دور هاري بوتر: يتيم يبلغ من العمر 11 عامًا. عند قبوله في مدرسة هوغوورتس للسحر والشعوذة، يكتشف شهرته كساحر، بعد أن نجا من مقتل والديه على يد الساحر المظلم لورد فولدمورت وهو رضيع.[4]
- ألاستير ستاوت في دور رون ويزلي، أفضل أصدقاء هاري في هوغوورتس وأحد أصغر أفراد عائلة ويزلي السحرية.[4]
- أرابيلا ستانتون في دور هيرميوني غرينجر، الصديقة الأخرى لهاري وعقل الثلاثي المدبر.[4]
- جون ليثغو في دور ألبوس دمبلدور، مدير مدرسة هوغوورتس.[5]
- جانيت مكتير في دور مينرفا ماكغونغال، أستاذة التحويل في هوغوورتس ورئيسة منزل غريفندور.[5]
- بابا إيسيدو في دور سيفروس سنيب، أستاذ الجرعات في هوغوورتس ورئيس منزل سليذرين.[5]
- نيك فروست في دور روبيوس هاغريد، حارس المفاتيح وأراضي هوغوورتس.[5]

### الشخصيات المتكررة
- لوك ثالون في دور كويرينوس كويريل، أستاذ مادة الدفاع ضد فنون الظلام في هوغوورتس.[5]
- بول وايتهاوس في دور أرجوس فيلتش، القيّم على هوغوورتس.[5] سبق لوايتهاوس أن جسّد شخصية السير كادوجان في هاري بوتر وسجين أزكابان، لكن مشاهده حُذفت من النسخة النهائية للفيلم.[6]
- بيرتي كارفيل في دور كورنيليوس فودج، وزير السحر.[7]
- لوكس برات في دور دراكو مالفوي، طالب في سليذرين في هوغوورتس وسرعان ما يصبح خصمًا لهاري.[8]
- جوني فلين في دور لوشيوس مالفوي، والد دراكو.[8]
- بيل باولي في دور بيتونيا درسلي، عمة هاري التي يعيش معها بعد وفاة والديه.[8]
- دانيال ريغبي في دور فيرنون درسلي، خال هاري الذي يعيش معه بعد وفاة والديه.[8]
- كاثرين باركنسون في دور مولي ويزلي، والدة رون.[8]
- ليو إرلي في دور شيموس فينيغان، زميل في غريفندور في هوغوورتس.[8]
- أليسيا ليوني في دور بارفاتي باتيل، زميلة في غريفندور في هوغوورتس.[8]
- سيينا موسى في دور لافندر براون، زميلة في غريفندور في هوغوورتس.[8]
- روري ويلموت في دور نيفيل لونغبوتوم، زميل في غريفندور في هوغوورتس.
- أموس كيتسون في دور دادلي درسلي، ابن خال هاري.[9]
- لويز بريلي في دور الآنسة هوش، معلمة الطيران على المكانس في هوغوورتس.[9]
- أنتون ليسر في دور غاريك أوليفاندر، صانع العصي السحرية ومالك متجر أوليفاندرز في داياغون ألي.[9]
- ميكي ماكانولتي في دور بيرس بولكيس، صديق دادلي.[10]

## الإصدار
ستُعرض السلسلة على منصة إتش بي أو في الولايات المتحدة، ومن المتوقع أن تُعرض لأول مرة في أوائل عام 2027، على أن يتكون الموسم الأول من ثماني حلقات. كان من المقرر في الاصل أن تُعرض على خدمة البث إتش بي أو ماكس.